# Saint-Esprit (1690)
Pour les articles homonymes, voir Saint-Esprit.
Le Saint-Esprit est un vaisseau de ligne de premier rang de la Marine royale française. 

## Construction
Construit à Brest, sous la direction de Blaise Pangalo à partir de novembre 1689, il est lancé le 24 mai 1690. Cependant, il est renommé le Monarque dès le mois de juin 1690.

## Service sous le nom leMonarque
Au printemps 1694, le Monarque est à Brest pour réparation. Il sert pendant la guerre de Succession d'Espagne et, le 24 août 1704, à la bataille navale de Vélez-Málaga, il est commandé par le marquis de Coëtlogon, au sein de l'escadre blanche de la flotte française, commandée par le comte de Toulouse. 
Le 29 juin 1707, il est sabordé devant Toulon assiégé, afin d'éviter sa capture et sa destruction par la flotte anglaise de l'amiral Shovell. Renfloué en octobre 1710, il quitte le service en décembre 1716 et est démantelé l'année suivante à Toulon.